# Bastilleoperaen
Bastilleoperaen er et operahus i Paris i Frankrig. Bygningen er beliggende ved Place de la Bastille og indviedes den 13. juli 1989, på tohundredeårsdagen for stormen på Bastillen. Huset blev tegnet af arkitekten Carlos Ott, som vandt en arkitektkonkurrence udskrevet af Frankrigs daværende præsident François Mitterrand. Byggeriet påbegyndtes 1984.

## Reference
http://www.operadeparis.fr/cns11/live/onp/L_Opera/Opera_Bastille/index.php?lang=en (Webside+ikke+længere+tilgængelig)
48°51′07″N 2°22′14″Ø / 48.85194°N 2.37056°Ø